# سونغبون
سونغبون (بالإنجليزية: Songbun)‏ و ((هانغل: 출신성분)) وهو نظام سياسي واجتماعي واقتصادي في كوريا الشمالية الشيوعية، وهذا النظام يضع الأفراد حسب مستويات انتمائهم لحكومة البلد ولحزب العمال الكوري الحاكم في البلد، وتتواجد امتيازات للمواطن الذي من الدرجة الأولى سواء في الغذاء و التعليم و الصحة في هذا البلد.